# Hautes œuvres
Pour l’article homonyme, voir Hautes Œuvres.

Les hautes œuvres étaient les tâches assurées par le  bourreau en tant qu'exécuteur de la haute justice : bannissement, châtiments corporels, torture, mise à mort, exposition au pilori… « selon la coutume, mœurs ou usages du pays, lesquels la loy ordonne pour la crainte des malfaiteurs ». Le terme hautes œuvres est connoté, il peut être associé à une célèbre exécution criminelle.
L'idée que l’exécution des sentences judiciaires doit se faire par des magistrats et non le peuple remonte au texte des Lois de Platon. La fonction officielle du bourreau n'apparaît en Europe qu'autour du XIIIe siècle. Il faut cependant noter que le recours à la torture ou à la peine de mort est rare, les bannissements et amendes étant perçus comme plus économiques que le recours aux services d'un bourreau, surtout à partir de 1454 lorsqu'une ordonnance de Charles VII interdit aux juges de se faire les exécuteurs de leurs propres condamnations.
Les bourreaux auteurs des hautes œuvres, souvent bourreaux de père en fils, étaient souvent eux-mêmes marginalisés socialement. Des dynasties de familles de bourreaux se sont développées au fil des siècles. Charles-Henri Sanson a poursuivi les hautes œuvres même après la chute de la monarchie. La guillotine, qu'il a aidé à concevoir, symbolise un nouveau style « démocratique » d'exécution. La dynastie des Sanson avait par ailleurs le monopole de l'exécution des hautes œuvres à Paris, et ce de 1688 à 1847.